# Geometrische Frustration
Geometrische Frustration (auch kurz als Frustration bezeichnet) ist ein physikalisches Phänomen kondensierter Materie, in der die geometrischen Eigenschaften eines Kristallgitters oder die Anwesenheit miteinander im Konflikt stehender atomarer Kräfte die gleichzeitige Minimierung aller Wechselwirkungsenergien an einem gegebenen Gitterpunkt verhindern. Das kann zu hochgradig entarteten Grundzuständen mit von 0 verschiedener Entropie selbst bei 0 K führen (siehe Nullpunktsentropie). Einfacher ausgedrückt, kann die Substanz niemals vollständig eingefroren sein, da die Struktur, die sie bildet, keinen einzelnen Zustand minimaler Energie besitzt. Bewegung auf molekularer Ebene findet also noch am absoluten Nullpunkt ohne Energiezufuhr statt.

## Geschichte
Der Terminus Frustration im Kontext magnetischer Systeme geht auf Gérard Toulouse (1977) zurück und ist vor allem bei den Spingläsern wichtig.
Magnetische Systeme mit geometrischer Frustration werden seit vielen Jahren untersucht. Frühe Arbeiten beinhalten Studien eines Ising-Modells auf einem dreieckigen Gitter mit antiferromagnetisch gekoppelten benachbarten Spins durch G. H. Wannier, die 1950 veröffentlicht wurde.
Später gab es ähnliche Versuche an Magneten mit konkurrierenden Wechselwirkungen, d. h. mit unterschiedlichen Koppelungen, von denen jede einzelne einfache (ferro- oder antiferromagnetische) aber insgesamt unterschiedliche Strukturen bevorzugen. In diesem Falle können inkommensurable Spinanordnungen die Folge sein (z. B. mit Spiralstruktur), wie sie seit 1959 von Akio Yoshimori, Thomas A. Kaplan, Roger Elliott und anderen behandelt wurden.
Ein neuerliches Interesse an derartigen Spin-Systemen kam rund zwei Jahrzehnte später im Kontext von Spingläsern und räumlich modulierten magnetischen Superstrukturen auf. In Spingläsern wird die geometrische Frustration durch stochastische Unordnung in den Wechselwirkungen noch verstärkt. Bekannte Spin-Modelle mit konkurrierenden bzw. frustrierten Wechselwirkungen schließen das Sherrington-Kirkpatrick-Modell mit ein, das Spingläser beschreibt, und das ANNNI-Modell, das kommensurable und inkommensurable magnetische Superstrukturen darstellt.

## Magnetische Ordnung
Geometrische Frustration ist ein bedeutendes Phänomen im Magnetismus fester Körper und hat dort mit der topologischen Anordnung von Spins zu tun. Ein 2D-Beispiel ist in Abbildung 1 zu sehen. Drei magnetische Ionen sitzen auf den Ecken eines Dreieck-Gitters mit antiferromagnetischen Wechselwirkungen zwischen ihnen – da die Orte der (ansonsten identischen) Teilchen auf dem Gitter festgelegt sind, sind die Teilchen anhand ihres Ortes unterscheidbar. Die Energie ist minimal, wenn jeder Spin relativ zu seinen Nachbarn entgegengesetzt ist. Sind nun die ersten beiden Spins antiparallel ausgerichtet, so ist der dritte frustriert, weil seine beiden möglichen Orientierungen, up und down, dieselbe Energie ergeben. Der dritte Spin kann seine Wechselwirkungsenergie nicht mit beiden anderen Spins gleichzeitig minimieren. Da dies für jeden der drei Spins auftritt, ist der Grundzustand sechsfach entartet; nur die beiden Zustände, in denen alle Spins up or down sind, besitzen eine höhere Energie.
In ähnlicher Weise können im Dreidimensionalen vier in einem Tetraeder angeordnete Spins geometrisch frustriert sein (Abbildung 2). Wenn die Spins antiferromagnetisch wechselwirken, lassen sie sich nicht alle antiparallel ausrichten. Es gibt sechs Nächster-Nachbar-Wechselwirkungen, von denen vier antiparallel und daher energetisch „günstig“ sind, doch verbleiben zwei energetisch „ungünstige“ Wechselwirkungen (hier zwischen 1 und 2 sowie zwischen 3 und 4).

Abbildung 1: Antiferromagnetisch wechselwirkende Spins in dreieckiger Anordnung
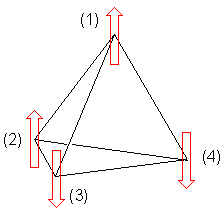
Abbildung 2: Antiferromagnetisch wechselwirkende Spins in tetraedrischer Anordnung

Geometrische Frustration ist auch möglich, wenn die Spins nicht-kollinear angeordnet sind. Bei einem Tetraeder, an dessen Eckpunkten je ein Spin sitzt, der entlang der jeweiligen Achse durch den Mittelpunkt des Tetraeders ausgerichtet ist, lassen sich die Spins so anordnen, dass sie sich gegenseitig aufheben, es also keinen Netto-Spin gibt (Abbildung 3). Das ist äquivalent zu einer antiferromagnetischen Wechselwirkung zwischen jedem Spin-Paar, und in diesem Fall liegt keine geometrische Frustration vor. Mit solchen Achsen tritt geometrische Frustration dann auf, wenn es ferromagnetische Wechselwirkung zwischen Nachbarn gibt, sodass die Energie durch parallele Spins minimiert wird. Die „bestmögliche“ Anordnung zeigt Abbildung 4; dort zeigen zwei Spins zum Zentrum hin und zwei von ihm weg. Das resultierende magnetische Moment zeigt aufwärts und maximiert die ferromagnetische Wechselwirkung in dieser Richtung, aber die Vektorkomponenten in andere Richtungen heben sich gegenseitig auf, d. h., sie sind antiferromagnetisch angeordnet. Es gibt drei verschiedene, aber äquivalente Anordnungen, bei denen zwei Spins nach außen und zwei nach innen zeigen, sodass der Grundzustand dreifach entartet ist.

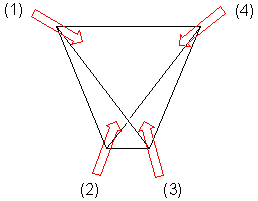
Abbildung 3: Spins entlang der Achsen, die durch das Zentrum verlaufen
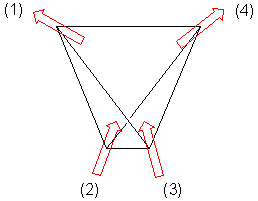
Abbildung 4: Spins mit geometrischer Frustration entlang der durch das Zentrum verlaufenden Achsen

## Mathematische Definition
Die mathematische Definition ist analog zum Wilson-Loop in der Quantenchromodynamik: Es werden Energievariablen der Form
{\displaystyle {\mathcal {H}}=\sum _{G}\,-I_{k_{\nu },k_{\mu }}\,\,S_{k_{\nu }}\cdot S_{k_{\mu }}}
betrachtet, mit
- dem betrachteten Graph {\displaystyle G}
- den „Austauschenergien“ {\displaystyle I_{k_{\nu },k_{\mu }}} zwischen nächsten-Nachbarn, die (in vorgegebenen Energieeinheiten) die Werte ±1 annehmen sollen
- den inneren Produkten {\displaystyle S_{k_{\nu }}\cdot S_{k_{\mu }}} skalarer oder vektorieller Spinvariabeln.

Wenn der Graph {\displaystyle G} die (quadratischen oder triangularen) Randflächen {\displaystyle P} besitzt, die „Plakettenvariablen“, treten im Folgenden „Schleifenprodukte“ der Form {\displaystyle I_{1,2}I_{2,3}I_{3,4}I_{4,1}} bzw. {\displaystyle I_{1,2}I_{2,3}I_{3,1}} auf, die auch als „Frustationsprodukt“ bezeichnet werden. Über diese Frustrationsprodukte ist die Summe über alle Plaketten zu bilden. Das Ergebnis für die einzelne Plakette ist entweder +1 oder −1. Im negativen Fall ist die Plakette „geometrisch frustriert“.
Man kann zeigen, dass das Ergebnis eichinvariant ist: es ändert sich nicht, wenn man die lokalen Werte der Austauschintegrale und der Spins gleichzeitig der folgenden Eichtransformation unterzieht:
{\displaystyle I_{i,k}\to \epsilon _{i}I_{i,k}\epsilon _{k},\quad S_{i}\to \epsilon _{i}S_{i},\quad S_{k}\to \epsilon _{k}S_{k}\,.}
mit {\displaystyle \epsilon _{i}} und {\displaystyle \epsilon _{k}} als beliebige Zahlen ±1.
Aber nicht nur die „Frustrationsprodukte“, sondern auch messbare sonstige Größen, z. B. {\displaystyle {\mathcal {H}}}, ändern sich bei solchen „Umeichungen“ nicht.